# Mactar Sylla
Pour les articles homonymes, voir Maktar et Sylla (homonymie).
Ne doit pas être confondu avec Mactar Silla.
Mactar Sylla est un joueur sénégalais de Scrabble. 

## Carrière
Il a commencé le scrabble à l'âge de 13 ans. Dès sa première année de compétition, il fut sacré champion du Sénégal en catégorie cadet et représenta le Sénégal lors des championnats du monde en 1999 à Bulles. 
Il a été champion du monde en paires et en blitz en 2007. En paires, après les six manches du tournoi Mactar et son frère avaient battu Didier Kadima et Thierno Amadou Diallo d'un seul point. Bien que Diallo et Kadima soient considérés comme québécois, Diallo fut le champion du Sénégal en 1998, 2001 et 2002. Ce fut la deuxième fois qu'une paire sénégalaise remporta le championnat du monde par paires - Arona Gaye et Ndongo Samba Sylla l'ont remporté en 2000. Mactar fut aussi le premier espoir - moins de 26 ans - au championnat du monde individuel en 2006 à Tours. Mactar Sylla fait partie des rares joueurs à avoir gagné une partie à plus du top lors d'un championnat du monde. Il est affilié au club de Saint-Leu-la-Forêt dans le Val-d'Oise en France. 
Mactar est devenu joueur super-série (30 meilleurs joueurs du monde au classement international) depuis 2009 et est classé 16e.

## Palmarès
- Champion du monde en blitz : 2007
- Champion du monde par paires : 2007, 2016
- Quatre fois Champion du Sénégal: 2003, 2004, 2006, 2007.
- Champion de France Espoir en 2010